# فهرست شخصیت‌های سونیک خارپشت

انواع گوناگونی از شخصیت‌های سونیک که یک دست جمع شده‌اند. از بالا در جهت عقربه‌های ساعت: دکتر اگمن، روژ خفاش، شدو خارپشت، ناکلز اکیدنا، سونیک خارپشت، امی رز، مایلز «تیلز» پراور، کریم خرگوش، چیز چائو و بلیز گربه. عکس توسط یوجی اوکاوا.

مجموعه فرانچایز بازی ویدئویی سونیک خارپشت در سال ۱۹۹۱ با بازی سونیک خارپشت برای سگا جنسیس آغاز شده است که یک جوجه تیغی انسان‌نمای آبی به اسم سونیک را در مقابل یک انسان شریر به اسم دکتر اگمن (یا دکتر ایوو رباتنیک) قرار داده بود. در دنباله این بازی، بازی سونیک ۲ منتشر شد که به سونیک یک دوست روباهی به اسم تیلز داد. سونیک سی‌دی نیز امی رز را معرفی کرد که یک خارپشت مؤنث با یک کراش مقاوم بر روی سونیک می‌باشد. سونیک ۳ هم ناکلز اکیدنا را معرفی کرد که در ابتدا رقیب سونیک بود و بعداً با او دوست شد. این پنج نفر شخصیت‌های اصلی باقی مانده هستند و در بازی‌های متعددی حضور پیدا کرده‌اند.
این مجموعه طی سال‌ها شخصیت‌های گوناگون تکراری‌ای را نیز معرفی کرده است. این‌ها از شخصیت‌های انسان‌نمایی مانند شدو خارپشت و کریم خرگوش گرفته تا ربات‌های ساخته شده توسط اگمن مانند متال سونیک و ای-۱۲۳ امگا و همچنین شخصیت‌های انسانی مانند پدربزرگ اگمن که جرالد رباتنیک نام داشت. این مجموعه نیز دارای سه گونه خیالی می‌باشد: یکی چائوها که معمولاً به عنوان حیوانات خانگی دیجیتالی ایفای نقش می‌کنند و دیگری ویسپ‌ها که یکی از عناصرهای جزئی گیم‌پلی و داستان هستند و به عنوان پاورآپ استفاده می‌شوند؛ و نیز کوکوها که برای توانایی‌های جدید برای سونیک جمع‌آوری می‍شوند، در میان بقیه چیزها.
بازی‌های سونیک یک اتصال جداگانه را نسبت به کمیک‌های سونیک خارپشت که توسط آرشی کمیکز و دیگر رسانه‌های سونیک حفظ می‌کنند و در نتیجه بسیاری از شخصیت‌ها دارای یک آرایهٔ مجزا و در عین حال هم‌پوشان هستند.

## شخصیت‌ها

### شَدو خارپُشت
شدو خارپشت جوجه تیغی سیاه و قرمز رنگی مشابه سونیک است. شدو با کفش اسکیت‌های شناور خود با سرعت فوق‌العاده‌ای حرکت می‌کند که با سرعت سونیک به رقابت می‌پردازند. وی برای اولین‌بار در سونیک ادونچر ۲ حضور یافته‌بود....وی قوی ترین موجود زنده جهان است که دارای قدرت هایی نظیر: توقف زمان،نابود کردن هرچیزی فقط با نشانه گیری،تلپورت،سوپر شدن با استفاده از زمرد های هرج و مرج می باشد،شدو نه تنها می تواند با شش زمرد سوپر شود بلکه حتی می تواند از یک زمرد نیز قدرت بگیرد،او حتی می تواند بدون زمرد هم تلپورت کند ولی به دلیل محدود کننده هایش باید از زمرد استفاده کند.
سونیک خارپشت 3«ماجرای شدو»
در سونیک خارپشت 3 هنگامی که فرمانده والتر،رئیس و بنیانگذار سازمان G.U.N برای سونیک و دوستانش ماجرای شدو را تعریف می کند،می گوید که شدو در درون جسمی سخت از فضا به زمین سقوط کرده است  در حالی که این داستان با داستان سری های قبلی سریال و بازی های سونیک کاملا در تضاد است. در این فیلم سینمایی می توان دید که جرالد روباتنیک این بار شدو جوجه تیغی را به وجود نیاورده است و شدو از فضا و از یکی از سیاره های کهکشان به زمین آمده است.و حتی ماریا با ضرب گلوله سربازان G.U.N کشته نشد بلکه گلوله به یکی از مخازن انرژی برخورد کرد و انفجاری عظیم به وجود آورد که باعث مرگ ماریا شد.این بار شدو و ماریا در داخل کلونی فضایی آرک نبودند و آرزوی رفتن به کره زمین را نداشتند بلکه در آزمایشگاه سازمان همراه با جرالد بر روی سیاره زمین زندگی می کردند.گویا داستان بسیار متفاوت است چون این بار کسی شدو را برای محافظت از ماریا به وجود نیاورد بلکه او از طرف سیاره ای دیگر به سیاره زمین فرستاده شد. در این فیلم سینمایی می توان همه این حقیقت ها را مشاهده نمود.شدو برای محافظت از ماریا در آزمایشگاه نبود بلکه جون موجودی ناشناخته بوده که از فضا آمده است بار ها مورد آزمایش قرار می گرفت اما هر بار با کمک ماریا و شوخی های بامزه اش از آزمایشگاه فرار می کرد.بخاطر دلایلی که مشخص نبودند ماموران سازمان میخواستند شدو را از ماریا دور کنند انفجار هم از برخورد گلوله به مخازن انرژی به وجود آمد و باعث مرگ ماریا شد.همان موقع جرالد را دستگیر کردند و شدو را در مخزنی که در درون آن مایع قرار داشت گذاشتند و او را برای سال ها به فراموشی سپردند.غافل از اینکه او هنوز زنده بود و لحظه به لحظه خاطرات پنجاه سال پیش را با ماریا مرور میکرد..چه ظلم ها که سازمان G.U.N در حق شدو نکرده است..او حق دارد به دنبال انتقام باشد..در نتیجه تکنولوژی های سازمان به دست اگمن هک می شود و او شدو را به هوش می آورد.شدو مخزن را می شکند و بعد از کلی خسارت که به سازمان زد...جا دارد از این بابت دست مریزادی به شدو‌ بگوییم...خلاصه بعد از کلی خسارت از آنجا دور شد و در خیابان و با دیدن نمایشگر ها فهمید که 50 سال از آن ماجرا گذشته است و او پنجاه سال است که آنجا،در جزیره زندان،زندانی شده است.و خلاصه بعد از کلی ماجرا سونیک به او کمک می کند با مرگ ماریا کنار بیاید در نهایت با هم متحد می شوند و دنیا را از دست اسلحه نابود کننده جرالد نجات می دهند.اگمن نیز در این فداکاری نقش دارد.سفینه پس از پرتاب اشعه نابود کننده، خود نیز نابود شد و این درحالی است که شدو سعی در منحرف کردن آن از مدار زمین دارد و اگمن نیز در درون سفینه است.ممکن است اگمن واقعا جان خود را برای نجات زمین فدا کرده باشد اما در تیتراژ پایانی می توان شدو را دید که محدود کننده هایش را از زمین برمیدارد.ولی خبری از دکتر اگمن نبود.این تئوری وجود دارد که شدو با استفاده از متوقف کردن زمان و تلپورت از آنجا دور شده و خود را نجات داده است.حال ممکن است اگمن را نیز با خود نجات داده باشد یا نه.
شما بگویید! دیگر چه تئوری هایی ممکن است وجود داشته باشند؟

### سونیک خارپشت
سونیک خارپشت که نام بازرگانی وی سونیک خارپشت، نمایش داده می‌شود، یک خارپشت انسان‌نمای آبی‌رنگ و همچنین پروتاگونیست اصلی مجموعه می‌باشد. وی به‌عنوان شانس‌بیار جایگزین آلکس کید و همچنین واکنش سگا به ماریو به‌وجود آمد، سونیک تا قبل از اینکه به‌طور رسمی در سونیک خارپشت (۱۹۹۱) حضور یابد، به‌عنوان کمیو در بازی آرکید راد موبایل حضور یافته‌بود. قابلیت سونیک سرعت دویدنش است و تحت نام سریع‌ترین خارپشت دنیا را به خود اختصاص داده‌است. وی با استفاده‌از قدرت هفت زمرد آشوب تبدیل به سوپر سونیک می‌شود تا به سرعت بیشتری دست بیابد.

### دکتر ایوو رباتنیک اگمن
دکتر ایوو رباتنیک، که بیشتر با نام دکتر اگمن شناخته می‌شود. دانشمندی دیوانه و آنتاگونیست سری‌ها است. در اولین بازی سونیک، سونیک خارپشت، وی در تلاش برای جمع‌آوری زمردهای آشوب و تبدیل تمامی حیوانات ساکن زمین را به روبات‌ها را نشان‌داده شد.
نام دیگر او دکتر کله مرغی نیز است

### مایلز «تیلز» پراور روباه
مایلز پراور که بیشتر با نام مستعارش تیلز شناخته می‌شود، یک روباه زرد و نارنجی رنگ همراه با دو دم می‌باشد که بهترین دوست و دستیار سونیک است. اسم او جناسی از روی کلمهٔ «مایل بر ساعت» می‌باشد. تیلز روباه بااستفاده از دو دم خود می‌تواند مانند یک بالگرد در هوا برای مدتی معین پرواز کند و برخلاف سونیک در زیر دریا شنا کند. یاسوشی یاماگوچی که در آن زمان جز هنرمندان و طراحان شخصیت و منطقهٔ بازی‌های سونیک تیم سگا بود تیلز را با الگوگیری از روباه نُه دم که جز افسانه‌های ژاپنی است، او را خلق کرد و آن را به‌عنوان یک دوست و دستیار برای سونیک در رقابت‌های داخل بازی قرار داد. اولین حضور تیلز در سونیک ۲ بود که در این بازی توسط دکتر رباتنیک برای باج‌گیری «قابل‌ملاحظه» ای ربوده شده بود و برای اولین در نسخهٔ جنسیس سونیک خارپشت ۲ به‌عنوان شخصیتی قابل‌بازی ایفای نقش کرد. تیلز از اولین حضورش تاکنون تقریباً در تمامی بازی‌های سونیک حضور داشته و در بازی‌های اسپین‌آف خودش که شامل تیلز اسکای‌پاترول و تیلز ادونچر است به‌صورت انفرای نیز حضور پیدا کرده است، تیلز به‌عنوان روباهی مکار و شیرین‌طبع به تصویرکشیده شده است. سرگذشت و پدر و مادر تیلز در سری اصلی بازی‌های سونیک مشخص نیست ولی او تا قبل از دیدارش با سونیک بخاطر دم‌های دوقلویش مورد آزار و اذیت بقیه حیوانات قرار می‌گرفت و فقط به تنهایی زندگی می‌کرد، آشنا شدنش با سونیک زندگی و مسیرش را تغییر داد و باعث شد که به توانایی‌ها و قدرتش اکتفا بکند و تلاش کند تا مانند سونیک یک قهرمان و یک دوست بسیار خوب و مهربان باشد، علاوه بر این‌ها تیلز آی‌کیوی بسیار بالا و مهارت‌های مکانیکی بی‌نظیری هم دارد.

### امی رز
انگلیسی: جنیفر دویلارد (۱۹۹۹–۲۰۰۴)، لیسا اورتیز (۲۰۱۲–۲۰۰۳)، سیندی رابینسون (۲۰۱۰–اکنون)، شانون چان-کنت (سونیک پرایم)
ژاپنی: تائکو کاواتا
امی رز خارپشت صورتی‌رنگ و دوست دختر خودخواندهٔ سونیک می‌باشد، که یک تام‌بوی پرانرژی است. امی توسط کازویوکی هوشینو برای سونیک خارپشت سی‌دی (۱۹۹۳) ساخته شد. گرچه او سال قبلش در مانگای سونیک خارپشت کنجی ترادا ظاهر شد. هوشینو نقش گرافیک‌های درون بازی امی را برعهده داشت و با کمک بسیاری از اعضای کارکنان ایده‌هایی در طراحی وی بهره برد. پیشانی‌بند و کفش‌های امی سلیقهٔ نائوتو اوشیما کارگردان سونیک سی‌دی بود، و رفتارهای امی بازتاب ویژگی‌هایی بود که هوشینو در آن زمان در زنان به‌دنبال آنها می‌گشت. در ابتدا رنگ خز امی قرمز و دامنش نارنجی بود. وی دو نام دیگر در پیش‌دیدهای بازی‌ها نیز داشت که آن‌ها شامل رزی راسکال و پرنسس سالی (شخصیتی از مجموعه‌های تلویزیونی و کمیک‌های سونیک خارپشت) می‌شدند. طرح فعلی امی با لباس قرمز و چکمه‌های چرمی تا بالای زانو برای اولین بار در سونیک ادونچر (۱۹۹۸) دیده شد که به‌لطف طراح، یوجی اوکاوا طراحی شده است.
امی در بازی‌ها مصمم و رقابتی به تصویر کشیده می‌شود. وی بیشتر وقت خودرا به‌دنبال سونیک می‌گذراند تا توجهٔ او را جلب کند یا مطمئن شود هنگامی که وی به او محبت می‌کند جای او امن است. یکی از خالقان این مجموعه به‌نام یوجی ناکا دربارهٔ امی اینطور گفته که وی برای «دائماً درحال تعقیب سونیک» طراحی شده و هدف زندگی امی این است که روزی با سونیک ازدواج کند. امی که سرعت یا قدرت دیگر شخصیت‌هارا دارا نیست به جای این‌ها از چکشش برای دفاع از خود استفاده می‌کند. در سونیک سی‌دی، متال سونیک امی را می‌رباید و سونیک می‌بایست وی را نجات دهد و هنگامی که سونیک وی را نجات می‌دهد امی او را می‌بوسد. اولین باری که امی به‌عنوان شخصیتی قابل‌بازی در این مجموعه ظاهر شد در سونیک ادونچر بود؛ علاوه بر این بازی، امی در بازی‌هایی همچون سونیک هیروز (۲۰۰۳) و سونیک خارپشت (۲۰۰۶) قابل‌بازی است و در بازی‌هایی مثل سونیک آنلیشد (۲۰۰۸) به عنوان شخصیتی غیرقابل‌بازی ظاهر شده است.

### متال سونیک
صداپیشگی:
انگلیسی: گری دی‌هان (اووی‌ای)، رایان دروموند (۲۰۰۳)، ری چیس (۲۰۲۴)
ژاپنی: ماسامی کیکوچی (اووی‌ای)، جونیچی کانمارو (۲۰۰۳)
متال سونیک نسخهٔ شیطانی و رباتیکی سونیک می‌باشد که توسط دکتر رباتنیک خلق شده است و برای اولین‌بار در سونیک خارپشت سی‌دی پدیدار شد که در این بازی به او دستور داده شده تا به قصد حکومت اگمن بر آینده وی به گذشته برگردد و آن را تغییر دهد؛ سونیک می‌بایست در استارداست اسپیدوی با او مسابقه دهد تا امی رز را نجات دهد، متال سونیک هنگام شکست خوردن به سقوط به‌شدت زخمی می‌شود اما توسط رباتنیک در سونیک خارپشت ۴: قسمت دوم دوباره جون می‌گیرد گرچه دوباره به روشی متشابه شکست می‌خورد. متال سونیک در ناکلز کیاتیکس برمی‌گردد و تلاش می‌کند حلقه‌های آشوب را بدست آورد اما توسط کیاتیکس متوقف می‌شود؛ وی به‌عنوان آنتاگونیست اصلی سونیک هیروز ایفای نقش کرد و در قبل از تبدیل شدن به باس آخر بازی، متال اورلرد به‌شکل نئو متال سونیک حضور پیدا کرد.
پس از شکست خوردن توسط سوپر سونیک، تیلز و ناکلز، متال سونیک به ظاهر اصلی خود بازمی‌گردد و بعداً دوباره به‌عنوان آنتاگونیست اصلی در سونیک خارپشت (اووی‌ای) ظاهر می‌شود که در این اووی‌ای اگمن توانایی‌های سونیک را ضبط می‌کند و آن‌هارا درون متال سونیک آپلود می‌کند، متال سونیک در اووی‌ای در تلاش برای نابودی دنیا قبل از پرتاب شدن توسط سونیک در گدازه است، وی به عنوان شخصیتی قابل‌بازی در سونیک ریوالز ایفای نقش کرده است وی در این بازی برای کمک به اگمن نگا به قصد تصاحب جهان دوباره برنامه‌ریزی شده است و بعداً به‌عنوان یکی از شخصیت‌های قابل‌بازی در سونیک ریوالز ۲ برمی‌گردد و این‌بار به‌دستور اگمن برای همکاری با شدو به‌منظور متوقف کردن نقش بر آب کردن اگمن نگا به ایفای نقش می‌پردازد.
متال سونیک به‌عنوان شخصیتی قابل‌بازی در سونیک فری رایدرز و به‌عنوان آخرین حریف در حالت‌داستانی این بازی حضور پیدا کرده است و در سونیک جنریشنز به‌شکل کلاسیک خود بازگشته و به‌عنوان یکی از باس‌های رقیبی با سونیک کلاسیک در استارداست اسپیدوی قبل از اینکه درنهایت نابود شود، می‌جنگد. وی در سونیک بوم: ظهور لیریک و سونیک بوم: کریستال خرد شده به‌عنوان شخصیت باس برمی‌گردد و در قسمتی از سونیک بوم تحت عنوان «اون من نبودم، خارپشت یه‌دست بود». وی به‌عنوان یک باس در حالت‌داستانی سونیک در ابعاد لگو ایفای نقش کرده است.
وی در حالت چندنفرهٔ بازی‌های سونیک ادونچر ۲: بتل و نیز سونیک و سگا آل‌استارز ریسینگ، سونیک اند آل‌استارز ریسینگ ترنسفورمد و همهٔ بازی‌های تحت عنوان ماریو و سونیک که بعد از ماریو و سونیک در بازی‌های المپیک زمستانی شروع شده‌اند، به‌عنوان شخصیتی قابل‌بازی ظاهر شده است. متال سونیک به‌عنوان یک جایزه با باز کردن تمامی امبلم‌ها در سونیک ادونچر دی‌اکس: برش کارگردان به‌عنوان شخصیتی قابل‌بازی در مراحل سونیک باز می‌شود؛ همچنین خرید هردو قسمت سونیک خارپشت ۴ منجر به باز شدن مراحل انعامی می‌شود که در آن‌ها متال سونیک قابل‌بازی است.
متال سونیک توانایی‌های بسیار دارد از جمله یک توپ لیزری، موتور جت و یک دستگاهٔ میدان نیرو که می‌تواند با آن از خود در برار بعضی حمله‌ها و پرتابه‌ها دفاع کند تا صدمه نبیند. وی معمولاً فقط با یک سری از صداهای الکترونیکی معاشرت می‌کند و تنها زمانی که متال سونیک قادر به صحبت کردن بود در سونیک هیروز بود که در نسخهٔ ژاپنی این بازی او توسط جونیچی کانیمارو و در نسخهٔ انگلیسی توسط رایان دروموند صداگذاری شده است.
گیم‌دیلی در فهرست «بالای ۲۵تا ربات در بازی‌های ویدئویی» خود، متال سونیک را در جایگاه سیزده قرار داد و او را به‌عنوان «بزرگ‌ترین ابتکار» دکتر رباتنیک تصویف کرد و قدرت توانایی‌های او را مورد ستایش قرار داد.

### ناکلز اکیدنا
ناکلز اکیدنا، مورچه‌خورکی قرمز و رقیب دوستانهٔ سونیک می‌باشد که برای اولین‌بار در بازی جنسیس سونیک خارپشت ۳ معرفی شد. وی در جزیره فرشته زندگی می‌کند که به‌دلیل قدرت مستر امرالد در آسمان معلق است. ناکلز به‌عنوان آخرین عضو بازمانده از اکیدناها که زمانی در این جزیره زندگی‌می‌کردند وظیفهٔ حفاظت از مستر امرالد را دارد.
طی کانسپتیشن سونیک خارپشت ۳ تیم توسعه می‌خواست رقیب جدیدی برای سونیک خلق کند. طرح نهایی ناکلز حاصل ده‌ها طرح ممکن بود که از حیوانات مختلف الهام‌گرفته شده بود. به‌عنوان شخصیتی با توانایی‌ها و مهارت‌های مختلف، ناکلز از لحاظ جسمی یکی از قوی‌ترین شخصیت‌های مجموعهٔ سونیک است. قدرت و تسلط ناکلز در هنرهای رزمی، مانند ضربات مشت، وی را قادر می‌سازد تا کارهایی مثل شکستن سنگ با مشتش انجام‌دهد. همچنین می‌تواند هوا را در زیر قفسه‌های خود به‌دام بیاندازند تا برای مسافت‌های کوتاه پرواز کند.

### کیاتیکس

#### وکتور تمساح
صداپیشگی:
انگلیسی: مارک بیاجی (۲۰۰۴)، کارتر کتکارت (۲۰۰۴–۲۰۰۶)، دن گرین (۲۰۰۷–۲۰۰۹)، کیث سیلورستاین (۲۰۱۰–اکنون)
ژاپنی: کنتا میاکه

#### اسپیو آفتاب‌پرست
صداپیشگی:
انگلیسی: بیل کورکری (۲۰۰۴)، دیوید ویلس (۲۰۰۵–۲۰۰۹)، تروی بیکر (۲۰۱۰–۲۰۱۱)، متیو مرسر (۲۰۱۶–اکنون)
ژاپنی: یوکی ماسودا

#### چارمی زنبور
صداپیشگی:
انگلیسی: امیلی کورکری (۲۰۰۴)، ایمی بیرن‌باوم (۲۰۰۳–۲۰۰۹)، کالین اوشاگنسی (۲۰۱۰–اکنون)
ژاپنی: یوکو تپوزوکا

### بیگ گربه
صداپیشه:
انگلیسی: جان ست. جان (۱۹۹۸–۲۰۰۴)، اولیور وایمن (۲۰۰۳–۲۰۱۰، ۲۰۱۶)، کایل هربرت (۲۰۱۰–اکنون)، ایان هنلین (سونیک پرایم)
ژاپنی: شون یاشیرو (۱۹۹۸-۲۰۰۰)، تاکاشی ناگاساکو (۲۰۰۳-اکنون)

### مجموعهٔ ای-۱۰۰

#### ای-۱۰۲ گاما
صداپیشگی:
انگلیسی: استیو برودی (۱۹۹۹-۲۰۰۰)، اندرو رنلز (سونیک ایکس)
ژاپنی: جوجی ناکاتا (۱۹۹۸-۲۰۰۰)، نائوکی ایمامورا (سونیک ایکس)

#### ای-۱۲۳ امگا
صداپیشگی:
انگلیسی: جان ست. جان (۲۰۰۳)، جف کریمر(۲۰۰۵، ۲۰۰۹)، مدی بلاوشتاین (۲۰۰۶–۲۰۰۹)، ویک مینیونیا (۲۰۱۰–۲۰۱۷)، آرون  لاپلونته (۲۰۱۹)، راجر کریگ اسمیت (۲۰۲۳–اکنون)
ژاپنی: تایتن کوسونوکی

### اوموچائو
صداپیشگی:
انگلیسی: لانی مینلا (۲۰۰۱–۲۰۰۴)، ربکا هونیخ (۲۰۰۷)، لورا بیلی (۲۰۱۱-۲۰۱۶)، اریکا لیندبک (۲۰۱۹–اکنون)
ژاپنی: اتسوکو کوزاکورا

### روژ خفاش
صداپیشگی:
انگلیسی: لانی مینلا (۲۰۰۱–۲۰۰۴)، کاتلین دیلینی (۲۰۰۵–۲۰۱۰)، کرن استراسمن (۲۰۱۰–اکنون)، کازومی ایوانز (سونیک پرایم)
ژاپنی: رومی اوچیایی
روژ خفاش، خفاش انسان‌نمای سفیدرنگی می‌باشد که برای اولین بار در سونیک ادونچر ۲ در ملأ عام ظاهر شد و از آن زمان تاکنون در بازی‌های زیادی ایفای نقش کرده است و در تمامی بازی‌های اصلی و نیز اکثر بازی‌های اسپین‌آف (به‌جز بازی‌های اسپین‌آف استوری‌بوک) درکنار شدو ظاهر شده است. وی به‌عنوان یک شکارچی گنج حرفه‌ای علاقه‌مند به دنبال کردن جواهرات نشان داده شده است و خودش را «بزرگ‌ترین شکارچی گنج دنیا» نامیده؛ همچنین وی تمایل دارد اخلاق و رفتار انتزاعی را برای سود بالقوه نادیده بگیرد؛ مثلاً «جذابیت زنانه» وی باعث شده او بی‌دقت به‌نظر برسد اما در واقع وی فردی دستکار و نقشه‌کش می‌باشد. علاوه بر این‌ها وی به‌عنوان جاسوسی پاره‌وقت به دولت خدمت می‌کند و جنگوی ماهری نیز است. روژ با استفاده از لگدها می‌جنگد خصوصاً با ضربه ویژه‌اش به‌نام «لگد پیچی»؛ همچنین می‌تواند با بال‌هایش پرواز هم کند.
با وجود انتقادات متفاوت از سوی منتقدین در ابتدا، روژ یکی از محبوب‌ترین شخصیت‌های این مجموعه به‌شمار می‌آید که در یک نظرسنجی محبوبیت ژاپنی در سال ۲۰۰۶ وی در جایگاه دهم قرار گرفت؛ و این وی را دومین شخصیت مؤنث محبوب این مجموعه بعد از امی رز می‌سازد. همچنین روژ نقش‌های مهمی را در دو مجموعهٔ اقتباسی تلویزیونی تحت عناوین سونیک ایکس (۲۰۰۳–۲۰۰۶) و سونیک پرایم (۲۰۲۰–اکنون) ایفا کرده است.

### پروفسور جرالد رباتنیک
صداپیشگی:
انگلیسی: مارک بیاگی (۲۰۰۱) موریا انجلین (۲۰۰۳–۲۰۰۵)
ژاپنی: چیکائو اوتسوکا (۲۰۰۱–۲۰۰۵)
پروفسور جرالد رباتنیک پدربزرگ ماریا رباتنیک و دکتر آیوو «اگمن» رباتنیک می‌باشد.

### ماریا رباتنیک
صداپیشگی:
انگلیسی: موریا انجلین (۲۰۰۱)
ژاپنی: یوری شیراتوری
ماریا رباتنیک شخصیتی می‌باشد که بیشتر در فلش‌بک‌های سونیک ادونچر ۲ و شدو خارپشت ایفای نقش کرده است، وی نوهٔ پروفسور جرالد رباتنیک و از خویشاوندان دکتر آیوو «اگمن» رباتنیک نیز است و با «ان‌آی‌دی‌اس» (کمبود عصبی-ایمنی) دست و پنجه نرم می‌کند که آن زمان‌ها غیرقابل درمان بود. جرالد برای نجات جان ماریا پروژه شدو را می‌چیند؛ بلافاصله پس از ایجاد و ساخت شدو؛ این دو پیوند عمیقی با یکدیگر ایجاد می‌کنند، اگرچه این پیوند کوتاه‌مدت است زیرا کمی بعد سازمان دولتی «جی‌یوان» به آرک حمله می‌کند و ماریا به‌طور مرگباری تیر می‌خورد. قبل از اینکه ماریا بمیرد وی شدو را در یک پاد فرار، قرار می‌دهد و از او می‌خواهد امید به بشریت بیاورد و به انسان‌ها فرصتی برای شادی دهد. این تجربه با ماریا؛ شدو را مادام العمر زخمی می‌کند اما درنهایت عزیمت شدو برای وفا به‌قولی که به ماریا داده است باعث می‌شود او چندین بار با سونیک متحد شود و زمین را بارها نجات دهد.
اولین و تنها باری که ماریا به‌عنوان شخصیتی قابل‌بازی ظاهر شد در شدو خارپشت بود که بازیکن دوم می‌توانست در طی ماموریت‌های خاصی در این بازی وی را به‌عنوان شخصیت هم‌دست کنترل کند.

### کریم خرگوش و چیز
صداپیشگی؛
انگلیسی: ربکا هونیخ (۲۰۰۳–۲۰۰۹)، میشل راف (۲۰۱۰–اکنون)
ژاپنی: سایاکا آئوکی
کریم خرگوش خرگوش هلویی رنگی می‌باشد که اغلب با همراه همیشگی‌اش چیز، چائو آبی‌رنگ با پاپیون قرمز دیده می‌شود؛ اسم این دو از «پنیر خامه‌ای» برگرفته شده است. کریم به‌عنوان شخصی زودباور به تصویرکشیده شده است زیرا مادرش وانیلا وی را مثل یک پرنسس تربیت کرده است، کریم همیشه مؤدبانه مراقب رفتارهایش است اما با این‌حال گاهی اوقات بچگانه هم رفتار می‌کند. کریم می‌تواند با تکان دادن دو گوش بزرگش برای مدت کوتاهی پرواز کند، درحالیکه چیز اغلب از طرف کریم به‌سمت حریفان پرتاب می‌شود.
کریم برای اولین بار به‌عنوان شخصیتی قابل‌بازی در سونیک ادونس ۲ ظاهر شد و در سونیک هیروز به‌عنوان بخشی از «تیم رز» برگشت و با امی رز و بیگ گربه برای شکست متال سونیک همکاری کرد؛ و بعد دوباره در سونیک ادونس ۳ ایفای نقش کرد.
بعد از این حضور وی دراین سه بازی، نقش وی به‌عنوان شخصیت قابل‌بازی اضافی در اسپین‌آف‌ها و بازی‌های چندنفرهٔ سونیک تنزل یافته است و به‌عنوان شخصیتی قابل‌بازی در سونیک و راز حلقه‌ها، مبارزی قابل‌بازی در سونیک بتل، عضوی مخفی و قابل‌بازگشایی برای پارتی در سونیک کرونیکل: دارک برادرهود، و مسابقه‌دهندهٔ قابل‌بازی در سونیک رایدرز، سونیک رایدرز: زیرو گرویتی و سونیک فری رایدرز ظاهر شده است.
کریم نقدهای منفی بسیاری از ویدئو گیم پرس دریافت نموده است و توماس ایست از مجله رسمی نینتندو وی را به‌عنوان پنجمین بدترین شخصیت سونیک رتبه‌بندی کرده است؛ و از جنبه‌های منفی مختلفی از وی که آن‌ها شامل صدای زیر و گفتار تکراری وی در سونیک هیروز، «لبخند مضحک» و تک‌مژه بودن چشم‌های کریم می‌شوند، انتقاده کرده است. کریستین نات از گیم‌اسپای این شخصیت را به‌عنوان یکی از ویژگی‌های منفی سونیک ادونس ۲ معرفی نمود و او را «لوس و مسخره» و «گیج‌رو» خواند.
یکی از نویسندگان گیمزریدار به‌نام جیم استرلینگ کریم را به‌عنوان دومین بدترین از نظر خودشان رتبه‌بندی کرد و اظهار داشت که «شاید کریم تمام چیزهایی را که در شخصیت‌های سونیک خارپشت اشتباه به‌نظر می‌رسد را نشان می‌دهد» و به‌نظرش اسمش تصادفی به‌نظر می‌آید. مشابه همین اتفاق، تام برامول از یوروگیمر بر اسم وی و چیز بانگ زد و اینطوری بود که «اوه خدا». دیوید هوگتون از گیمزریدار از وی در فهرست ۵۰ تا از نام‌های احمقانه شخصیت‌های بازی این سایت نام برد و می‌گفت کلمه «کریم» را به‌عنوان حرفی دوپهلو در اسم او می‌بیند. در تضاد با این‌ها اکس‌باکس ورلد در انتقاد خود از هیروز اظهار نظر می‌کرد که «ما عاشق کریم هستیم» و وی را «بهترین شخصیت جدید سونیک از زمان تیلز» خواند. وی در ژاپن نیز بسیار موردتوجه قرار گرفته از آنجا که طی یک نظرسنجی محبوبیت در این کشور در سال ۲۰۰۶ او یکی از ده نفر برتر در این نظرسنجی شد.

### بلیز گربه
صداپیشگی:
انگلیسی: ربکا هونیخ (۲۰۰۳–۲۰۰۹)، میشل راف (۲۰۱۰–اکنون)
ژاپنی: سایاکا آئوکی
بلیز گربه یک پرنسس و گربه بنفش‌رنگ از جهانی دیگر می‌باشد که به‌عنوان نگهبان زمردهای سول، که در دنیای وی این زمردها جای زمردهای آشوب را دارند، به تصویرکشیده شده است و این نقش وی را شبیه به ناکلز اکیدنا نزدیک می‌کند. وی آرام و معقول وصف شده و احساسات واقعی خودرا پنهان می‌کند. بلیز گاهی اوقات به‌دلیل انضباط سختگیرانهٔ خود و میلش به از خودگذشتگی پرمشغله می‌شود و این سبب می‌شود او گوشه‌گیر به‌نظر برسد. بلیز می‌تواند آتش را کنترل کند اما به‌دلیل مورد تمسخر قرار گرفتن در جوانی به‌دلیل داشتن توانایی‌های پایروکینزی، با یک شنل آن را پنهان می‌کند. وی با استفاده از زمردهای سول می‌تواند به برنینگ بلیز تبدیل شود. بلیز دارای یک لباس بنفش و ساپورت‌های سفید با پاشنه‌بلندهای صورتی و گردنبندی زرد می‌باشد.
بلیز برای اولین بار در سونیک راش به‌عنوان شخصیتی قابل‌بازی درکنار سونیک ظاهر شد. در این بازی وی به‌همراه زمردهای سول از جهان خودش به جهان سونیک می‌رسد و درحین جستجو برای این زمردها وی با سونیک و کریم دوست می‌شود و به آن‌ها کمک می‌کند که تا قبل از اینکه به جهان خود برگرد، دکتر اگمن و اگمن نگا را متوقف کنند. بلیز بعدها دوباره به‌عنوان دوست سیلور خارپشت در سونیک خارپشت در آیندهٔ جهان سونیک ظاهر می‌شود و این‌دو سعی می‌کنند با سفر در زمان، آیندهٔ ویران شده‌شان را درست کنند؛ بلیز درنهایت جان خودرا فدا می‌کند تا سرنوشت ابلیس یعنی همان هیولای آتشینی که دنیای آن‌هارا ویران کرده است، را درون خودش رقم بزند. اما در پایان بازی وقتی سونیک ابلیس را در دورهٔ زمانی خودش نابود کرد دوباره به زندگی برمی‌گردد. بعد از این‌ها بلیز باری دیگر به‌عنوان یکی از شخصیت‌های اصلی در سونیک راش ادونچر ظاهر می‌شود؛ در این بازی سونیک و تیلز به دنیای بلیز منتقل می‌شوند و به وی کمک می‌کنند تا «عصای جواهری» را پس بگیرد.
از زمانی که بلیز در این سه بازی ایفای نقش کرده نقش وی به‌عنوان شخصیت قابل‌بازی اضافی در اسپین‌آف‌ها و بازی‌های چندنفرهٔ سونیک تنزل یافته است و به‌عنوان شخصیتی قابل‌بازی در سونیک و راز حلقه‌ها و سونیک و شوالیه سیاه، مسابقه‌دهندهٔ قابل‌بازی در سونیک رایدرز: زیرو گرویتی، سونیک فری رایدرز و تیم سونیک ریسینگ و نیز ورزشکاری قابل‌بازی در هرپنج بازی مجموعهٔ ماریو و سونیک در بازی‌های المپیک. بلیز به‌همراه سیلور در سونیک کالرز نسخهٔ دی‌اس در چندین کات‌سین و مأموریت ظاهر شده و همچنین از وی در سونیک فرانتیرز نام برده شده است.
از لحاظ منتقدانه، بلیز بیشتر با استقبال مثبت از سوی منتقدین روبه‌رو شده است، آی‌جی‌ان با دیدن بلیز در تی‌جی‌اس سال ۲۰۰۵ خاطرنشان کرد که وی درمیان شخصیت‌های مکمل غیرقابل توجه «به‌راحتی جایگاه خودش را در تیم بدست آورده» و گیم‌پلی بلیز به‌عنوان «سریع و سرگرم‌کننده» در مقایسه با شخصیت‌های کندتر که اوایل این مجموعه معرفی شده بودند، مورد تحسین قرار گرفته اگرچه به‌دلیل شباهت به گیم‌پلی سونیک مورد انتقاد قرار گرفته است، گذشته از این‌ها بلیز بارها «عضو جدید خوب شخصیت‌های سونیک» و یکی از شخصیت‌های «پیچیده‌تر و چند وجهی» در کانون این مجموعه خوانده شده است.

### اگمن نگا
صداپیشگی:
انگلیسی: مایک پولاک
ژاپنی: چیکائو اوتسوکا (۲۰۰۵–۲۰۲۰)

### دزدان بابیلون

#### جت شاهین
صداپیشگی:
انگلیسی: جیسون گریفیت (۲۰۰۶–۲۰۰۹)، مایکل یورچک (۲۰۱۰–اکنون)
ژاپنی: دایسوکه کیشیو

#### ویو پرستو
صداپیشگی:
انگلیسی: اریکا شرودر (۲۰۰۶–۲۰۰۸)، کیت هیگینس (۲۰۱۰–۲۰۱۶)
ژاپنی: چیه ناکامورا

#### استورم آلباتروس
صداپیشگی:
انگلیسی: دن گرین (۲۰۰۶–۲۰۰۸)، تراویس ویلینگهام (۲۰۱۰)
ژاپنی: کنجی نومورا

### سیلوِر خارپشت
صداپیشگی:
انگلیسی: پیت کاپلا (۲۰۰۶–۲۰۰۹)، کوئینتون فلین (۲۰۱۰–۲۰۱۷)، برایس پاپنبروک (۲۰۱۹–اکنون)
ژاپنی: دایسوکه اونو
سیلور برای اولین بار در بازی سونیک ۲۰۰۶ رونمایی شد. قدرت‌های سیلور، پرواز، کنترل جاذبه اشیاع و سوپر شدن است.
او با گربه‌ای به نام بلیز در آینده زندگی می‌کرد تا اینکه موجودی مرگبار به نام ابلیس تمام دنیایش را نابود می‌کند و به گذشته بر می‌گردد. سیلور با بلیز هم به گذشته بر می‌گردند تا ابلیس را نابود کنند. در بازگشتشان با مفلیس مواجه می‌شوند و مفلیس گولشان می‌زند و می‌گوید سونیک ابلیس است. پس آن‌ها با سونیک می‌جنگند ولی بعد متوجه فریب مفلیس می‌شوند و با سونیک دوست می‌شوند.

### اوربات و کوبات
صداپیشگی:
انگلیسی: کریس کولت (اوربات، سونیک آنلیشد)، کرک تورنتون (اوربات، ۲۰۱۰–اکنون)، والی وینگرت (کوبات)، دون مک (هردو، سونیک پرایم)
ژاپنی: میتسوئو ایواتا (اوربات)، واتارو تاکاگی (کوبات)

## شخصیت‌های دیگر رسانه‌ها

### سالی ایکورن
سالی آکرون یا پرنسس ال نوعی سنجاب ۱۵ ساله است که پدرش را در جنگ جهانی از دست داد اما او به خود اطمینان دارد که مادرش زنده است و با کمک سونیک به دنبال مادرش است. سالی اول در انیمیشن‌های سونیک ۱۹۹۳
حضور داشت و به عنوان یک دوست دختر به جای امی رز به سونیک کمک می‌کند، اما بخاطر ۱ بعدی بودن و کم کیفیت بودن شخصیت از بازی‌ها و انیمیشن‌ها حذف شد.